# Kentucky Derby 1916
Kentucky Derby 1916 var den fyrtioandra upplagan av Kentucky Derby. Löpet reds den 13 maj 1916 över 1 1⁄4 miles (2 012 m). Löpet vanns av George Smith som reds av Johnny Loftus och tränades av Hollie Hughes.
Förstapriset i löpet var 9 750 dollar. Nio hästar deltog i löpet efter att St. Isidore, Bulse och Huffaker strukits innan löpet.

## Resultat
| P | S | Häst         | Jockey           | Tränare            | Ägare                 | Tid     |
| - | - | ------------ | ---------------- | ------------------ | --------------------- | ------- |
| 1 | 8 | George Smith | Johnny Loftus    | Hollie Hughes      | John Sanford          | 2:04.00 |
| 2 | 3 | Star Hawk    | Walter Lilley    | Walter B. Jennings | A. Kingsley Macomber  |         |
| 3 | 1 | Franklin     | Ted Rice         | John S. Ward       | A. Weber & J. S. Ward |         |
| 4 | 4 | Dodge        | Frank Murphy     | John S. Ward       | A. Weber & J. S. Ward |         |
| 5 | 5 | Thunderer    | Thomas McTaggart | James G. Rowe Sr.  | Harry Payne Whitney   |         |
| 6 | 7 | The Cock     | Mack Garner      | Walter B. Jennings | A. Kingsley Macomber  |         |
| 7 | 2 | Dominant     | Joe Notter       | James G. Rowe Sr.  | Harry Payne Whitney   |         |
| 8 | 9 | Kinney       | Loyd Gentry Sr.  | Thomas P. Hayes    | Thomas P. Hayes       |         |
| 9 | 6 | Lena Misha   | Eddie Dugan      | George Zeigler     | Beverwyck Stable      |         |

Segrande uppfödare: Jack P. Chinn & Frederick A. Forsythe; (KY)